# Stadhuis van Alkmaar

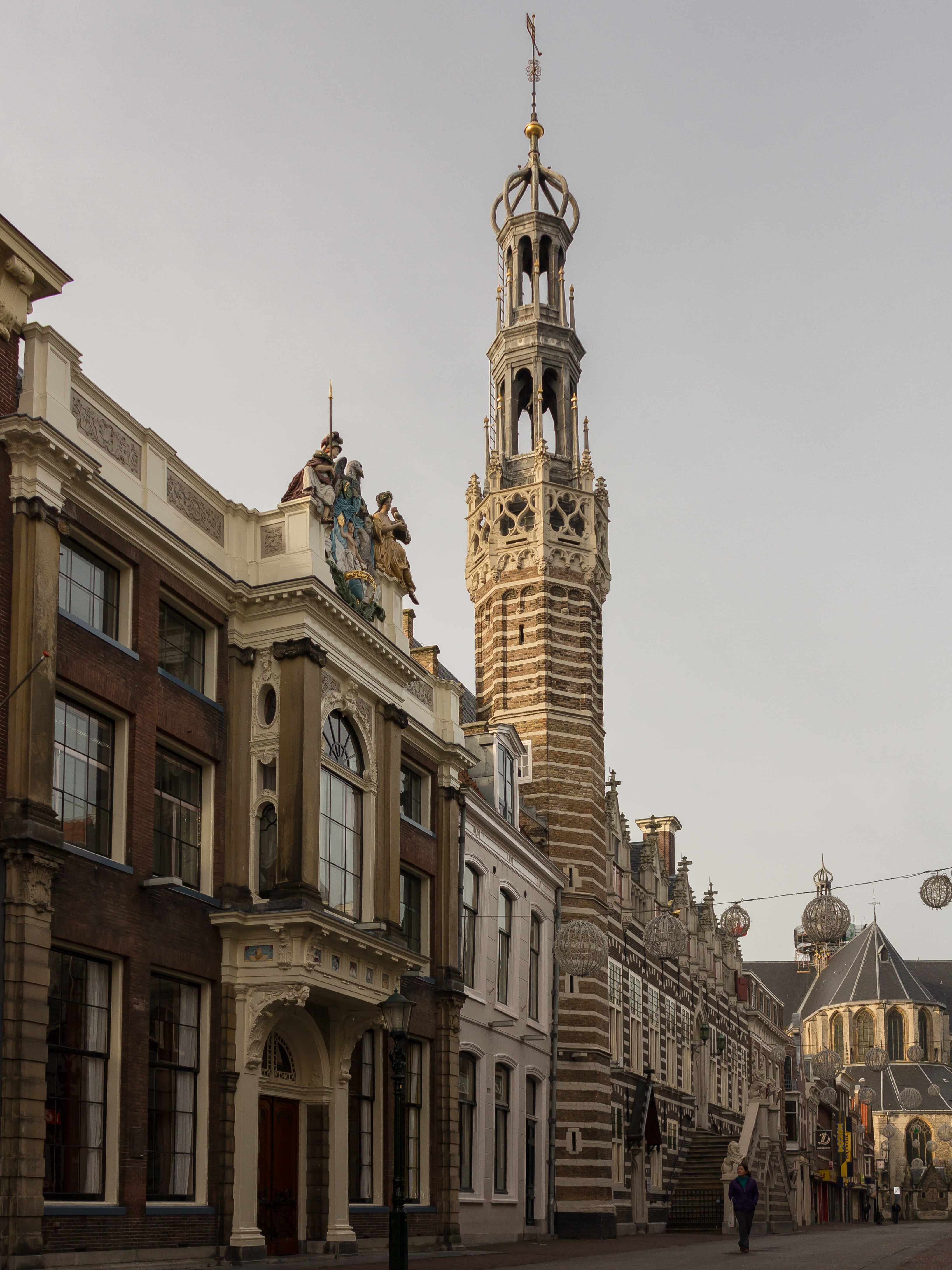
Uiterst links het Moriaanshoofd, met in rechts daarvan de toren van het Stadhuis. Op de achtergrond de Grote of Sint-Laurenskerk.

Het Stadhuis van Alkmaar is het oude stadhuis in de Noord-Hollandse stad Alkmaar. Het gebouw is tussen 1509 en 1520 gebouwd in de gotische stijl. De hoektoren heeft een opengewerkte peervormige torenspits en het pand zelf is elf traveeën breed. Acht jaar na oplevering ging een groot deel van het pand in vlammen op, onder andere het archief is volledig vernietigd. Het complex is op 10 december 1969 opgenomen als rijksmonument.
Het stadhuis heeft nog altijd de functie van stadhuis; sinds de bouw van het stadskantoor vervult het met name de functie van trouwlocatie.

## Geschiedenis
In 1694 is de vleugel die aan de Schoutenstraat grenst verbouwd in de Hollandse classicistische stijl. In deze periode is ook een nieuwe voordeur met bovenlicht geplaatst, beide met omlijsting. In deze omlijsting zijn twee beelden opgenomen met wapens van de toenmalige burgemeesters. De beelden stellen Voorzichtigheid (de dame met spiegel) en Rechtvaardigheid (de dame met weegschaal) voor. Achter de voordeur in de hal zijn twee allegorische schilderingen teruggevonden, deze zijn gemaakt door Romeyn de Hooghe.
Tussen 1879 en 1881 en in 1910 is het pand gerestaureerd. In 1894 is er aan de rechterzijde een nieuwe vleugel aangebouwd.
Tussen 1911 en 1913 had Jan Stuyt leiding over een ingrijpende restauratie, hij liet de voorgevel reconstrueren, maar nu met moderne materialen en vormgegeven zoals de originele materialen. Ook in het interieur heeft Stuyt aanpassingen laten maken, onder andere in de Raadzaal.
In 1927 is de toren aan de voorzijde verhoogd, tot dat jaar bestond de toren uit vier geledingen.
Na de Tweede Wereldoorlog werd het complex uitgebreid met twee vleugels: in 1968 door een vleugel aan de Breedstraat en tien jaar later aan de oostzijde van het complex. Dit deel is gebouwd tussen de bestaande bebouwing.
In 2012 is een ander deel van het gemeentehuis gerestaureerd. Ditmaal ging het om het gedeelte dat het Moriaanshoofd genoemd wordt. Dit deel stamt uit 1748 en is een voormalig patriciërshuis. De naam stamt van een herberg die op deze locatie heeft gestaan voor de patriciërswoning. Om de restauratie niet te veel op te laten vallen werd er een steigerdoek met daarop een foto van het pand voor de gevel geplaatst. De foto was zelf opgemaakt uit negen afzonderlijke foto’s. De restauratie duurde van begin mei tot en met juni 2012.

## Exterieur
De gevel aan de Langestraat wordt gedomineerd door de trap met op het bordes de gebeeldhouwde leeuwen. Deze leeuwen dienen als schildhouders met daarop het wapen van Alkmaar. Achter het bordes is de toegang van het gemeentehuis, deze is in een spitsboog geplaatst. Deze ingang doet alleen nog dienst tijdens bruiloften en bij officiële ontvangsten.
De buitenmuren de tijdens de laatgotiek gebouwd zijn, zijn opgebouwd uit laten baksteen en laten natuursteen. De gevels worden bekroond door vijf dakkapellen met een puntgevel, staande tussen twee pinakels. De dakkapellen worden met elkaar verbonden door een natuurstenen balustrade.
Op de rechtervleugel staan bij de ingangspartij twee beelden, het zijn personificaties van Rechtvaardigheid en de Waarheid.  Daarnaast zijn er twee festoenen die wapens voorstellen.

## Kamers
In het stadhuis zijn een aantal speciale vertrekken aangebracht dit zijn onder andere de volgende zalen en kamers:
- Raadzaal of schepenkamer, hier werd voor 1811 door de schout en schepenen recht gesproken. Tussen 1811 en 1891 werd er recht gesproken door de rechtbank van Alkmaar. Na 1891 werd de raadzaal gebruikt door de gemeenteraad.
- Polderkamer, hier hielden de polderbesturen vroeger hun vergaderingen. In deze kamer staat een 17e-eeuwse schouw in renaissance stijl. In deze zaal worden tegenwoordig huwelijken voltrokken.
- Nieropkamer, deze kamer heeft een beschilderd balkenplafond in renaissance stijl. De kamer stamt uit 1634 en bevat een porseleincollectie die door apotheker Nierop geschonken is. Deze kamer heeft ook gediend als burgemeesterskamer, weeskamer en bodenkamer.

## Rechtbank
Op 24 januari 1811 werd de rechtbank Alkmaar per decreet door koning Lodewijk Napoleon Bonaparte ingesteld. De rechtbank kwam er in de plaats van de schout en schepenen. Want volgens de ideeën van Charles de Montesquieu dienden wetgevende (burgemeester en wethouders) uitvoerende (politie) en rechtsprekende macht gescheiden te zijn. De schout was zowel uitvoerend als rechtsprekend. Daarom werd de rechtbank ingevoerd, deze doet tot op heden alleen de rechtspraak. De rechtspraak werd in het begin wel gehouden in de gehoorzaal van de schepenen. De eerste zitting was openbaar en werd gehouden op 12 maart 1811. De rechtbank, inclusief het Vredesgerecht, het latere kantongerecht, bleef tot 1893 gehuisvest in het stadhuis.